# 2023-as FIDE Grand Swiss
A 2023-as FIDE Grand Swiss a 2024-es sakkvilágbajnokság egyik kvalifikációs versenye volt, amelynek első két helyezettje jogosultságot szerzett a világbajnokjelöltek versenyén való részvételre.
A versenyt 2023. október 25. – november 5. között Douglasben, Man-sziget fővárosában rendezte a Nemzetközi Sakkszövetség (FIDE). A harmadik Grand Swiss versennyel párhuzamosan rendezték meg a második női FIDE Grand Swiss tornát.
A győzelmet az indiai Vidit Szantos Gudzsrátí szerezte meg, a második az amerikai Nakamura Hikaru lett. Ők ketten szereztek kvalifikációt a világbajnokjelöltek versenyén való indulásra.
A versenyen két magyar játékos indult; Gledura Benjámin az 58., Kozák Ádám a 77. helyen végzett.

## Formátum
A verseny 11 fordulós svájci rendszerben zajlik. A klasszikus időbeosztású partikban a játékosok 100 perc gondolkodási időt kapnak az első 40 lépésre, majd 50 percet kapnak a következő 20 lépésre, ezután 15 percet a játék hátralévő részére 15 másodperc bónuszidővel a játszma kezdetétől.

### Versenynapok
Minden nap egy fordulóra kerül sor október 25-től november 5-ig. A hatodik fordulót követő nap, október 31-e pihenőnap. Az egyes napokon a játszmák helyi idő szerint 14:30-kor kezdődnek. A nyitóünnepséget október 24-én, a záróünnepséget november 5-én tartják.

### Díjazás
A verseny díjalapja 460 000 amerikai dollár. Az győztes 80 000, a második helyezett 60 000, a harmadik helyezett 40 000 dollárt kap.

## Résztvevők

### A részvételre jogosultak
- A 100 legmagasabb értékszámmal rendelkező játékos 2023. júniusában (feltéve, hogy a versenyző 2022. júliusától kezdve legalább 10 partit lejátszott)
- A női világbajnok (2022. december 31-én)
- A FIDE 4 kontinentális szervezetének 1-1 szabadkártyása
- A FIDE elnökének 4 szabadkártyása (többek közt legfeljebb 3 fő a 2023-as világkupa nyolcaddöntősei közül; valamint a szeptemberi világranglista legelső játékosa, aki más módon nem került be)
- Legfeljebb 5 helyi játékos a szervező választása alapján

Ha egy értékszám alapján meghívott versenyző nem kíván részt venni, a júniusi ranglistán legnagyobb értékszámú, korábban nem meghívott játékos kap meghívást.

### A résztvevők listája
Az alábbi lista ismerteti a kvalifikációt szerzett, illetve a visszalépések utáni helyettesítések eredményeként a tornán indulásra jogosult versenyzők névsorát. A nevek mellett a zárójelben található a kvalifikáció típusa, ha az nem értékszám alapján történt. A résztvevők nagymesterek, kivéve ha a nevük után IM (nemzetközi mester) vagy a „cím nélküli” megjelölés szerepel. A sorsolási szám a FIDE által 2023. október 1-jén kiadott hivatalos lista szerinti.
1. Fabiano Caruana (USA), 2786
2. Hikaru Nakamura (USA), 2780
3. Ali-Reza Firuzdzsá (FRA), 2777
4. Anish Giri (NED), 2760
5. Dommaradzsu Gukes (IND), 2758
6. Rapport Richárd (ROU), 2752
7. Levon Aronján (USA), 2742
8. Ramesbabu Pradzsnyánandá (IND), 2738
9. Maxime Vachier-Lagrave (FRA), 2727
10. Jan-Krzysztof Duda (POL), 2726
11. Jü Jang-ji (CHN), 2720
12. Vincent Keymer (GER), 2717
13. Nodirbek Abdusattorov (UZB), 2716
14. Pendjála Harikrisna (IND), 2716
15. Vidit Gudzsrati (IND), 2716
16. Ardzsun Erigaiszi (IND), 2712
17. Nyikita Vityugov (ENG), 2711
18. Parham Maghsoodloo (IRI), 2707
19. Jorden van Foreest (NED), 2707
20. Bogdan-Daniel Deac (ROU), 2701
21. Szamvel Szevján (USA), 2698
22. Sam Shankland (USA), 2698
23. Vlagyiszlav Artyemjev (FIDE), 2697
24. Haik M. Martiroszján (ARM), 2696
25. Nihal Szarin (IND), 2694
26. Jeffery Xiong (USA), 2693
27. Vlagyimir Fedoszejev (SLO), 2691
28. Nils Grandelius (SWE), 2689
29. David Navara (CZE), 2689
30. Gabriel Szargisszján (ARM), 2686
31. Amin Tabatabaei (IRI), 2685
32. Andrej Jeszipenko (FIDE), 2683
33. Alekszej Szarana (SRB), 2682
34. Basszem Amin (EGY), 2680
35. Nicat Abasov (AZE), 2679
36. Alekszandr Doncsenko (GER), 2676
37. Makszim Matlakov (FIDE), 2674
38. Kirill Sevcsenko (ROU), 2671
39. Étienne Bacrot (FRA), 2669
40. Matthias Blübaum (GER), 2668
41. Radosław Wojtaszek (POL), 2668
42. Hans Niemann (USA), 2667
43. Andrij Volokitin (UKR), 2664
44. Ivan Cseparinov (BUL), 2658
45. Anton Korobov (UKR), 2658
46. Javokhir Sindarov (UZB), 2658
47. Alekszandr Predke (SRB), 2656
48. Aleksejs Širovs (ESP), 2655
49. David Antón Guijarro (ESP), 2653
50. Vaszil Ivancsuk (UKR), 2653
51. Mateusz Martel (POL), 2651
52. Sz. L. Narajanan (IND), 2651
53. Hrant Melkumján (ARM), 2650
54. Alan Pichot (ARG), 2650
55. Jaime Santos Latasa (ESP), 2650
56. Aravind Csitambaram (IND), 2649
57. Jevgenyij Najer (FIDE), 2648
58. Ivan Šarić (CRO), 2647
59. Rasmus Svane (GER), 2646
60. Ruszlan Ponomarjov (UKR), 2641
61. Raunak Szadvani (IND), 2641
62. Rauf Məmmədov (AZE), 2640
63. Mustafa Yılmaz (TUR), 2640
64. Max Warmerdam (NED), 2636
65. Arjan Csopra (IND), 2634
66. Gledura Benjámin (HUN), 2633
67. Puja Idani (IRI), 2633
68. Dmitrij Kollars (GER), 2633
69. Volodar Murzin (FIDE), 2633
70. Sant Szargszján (ARM), 2631
71. Cristobal Henriquez Villagra (CHI), 2630
72. Erwin L'Ami (NED), 2627
73. Frederik Svane (GER), 2626
74. Vasif Durarbəyli (AZE), 2625
75. Jurij Kuzubov (UKR), 2625
76. Leon Luk Mendonka (IND), 2622
77. Aryan Tari (NOR), 2619
78. Nikolasz Theodoru (GRE), 2619
79. Thai Dai Van Nguyen (CZE), 2618
80. Szamvel Ter-Szahakján (ARM), 2618
81. Nodirbek Yakubboev (UZB), 2616
82. Eduardo Iturrizaga Bonelli (ESP), 2615
83. Kartikejan Murali (IND), 2611
84. Abhidzsit Gupta (IND), 2609
85. Sandro Mareco (ARG), 2606
86. Niclas Huschenbeth (GER), 2605
87. Axel Bachmann (PAR), 2604
88. Manuel Petroszján (ARM), 2604
89. Vahap Şanal (TUR), 2603
90. Abhimanyu Mishra (USA), 2592
91. Dennis Wagner (GER), 2589
92. Aydın Süleymanlı (AZE), 2588
93. Rinat Zsumabajev (KAZ), 2585
94. Temur Kuybokarov (AUS), 2584
95. Varuzsan Akobján (USA), 2582
96. Daniel Dardha (BEL), 2580
97. Shamsiddin Vokhidov (UZB), 2578
98. Alexandr Fier (BRA), 2574
99. Elham Amar (NOR), IM, 2568
100. Kozák Ádám (HUN), 2566
101. Mircea-Emilian Parligras (ROU), 2561
102. Denisz Lazavik (FIDE), 2560
103. Marc'Andria Maurizzi (FRA), 2555
104. Baszkaran Adiban (IND), 2551
105. Adham Favzi (EGY), 2535
106. Michal Krasenkow (POL), 2531
107. Ihor Szamunenkov (UKR), IM, 2531 (szabadkártyás)
108. Ediz Gürel (TUR), IM, 2514 (szabadkártyás)
109. Shawn Rodrigue-Lemieux (CAN), IM, 2488
110. Ramazan Zsalmahanov (KAZ), IM, 2447
111. Alon Grinfeld (ISR), 2455
112. Shreyas Royal (ENG), IM, 2407
113. Vu Li (IOM), cím nélküli, 2303 (a szervező szabadkártyása)
114. Dietmar Kolbus (IOM), IM, 2225 (a szervező szabadkártyása)

### A versenytől távolmaradók
- Magnus Carlsen (NOR), 2839
- Ting Li-zsen (CHN), 2780
- Jan Nyepomnyascsij (FIDE), 2771
- Visuvanádan Ánand (IND), 2754
- Wesley So (USA), 2753
- Leinier Domínguez Pérez (USA), 2745
- Teymur Rəcəbov (AZE), 2745
- Şəhriyar Məmmədyarov (AZE), 2734
- Lê Quang Liêm (VIE), 2733
- Alekszandr Griscsuk (FIDE), 2732
- Veszelin Topalov (BUL), 2727
- Vej Ji (CHN), 2726
- Danyiil Dubov (FIDE), 2710
- Szanan Szjugirov (HUN), 2705
- Ray Robson (USA), 2699
- Pavlo Eljanov (UKR), 2695
- Jevgenyij Tomasevszkij (FIDE), 2694
- Vang Hao (CHN), 2694
- Pu Hsziang-cse (CHN), 2690
- Grigorij Oparin (USA), 2681
- Francisco Vallejo Pons (ESP), 2680
- David Howell (ENG), 2676
- Igor Kovalenko (UKR), 2674
- Rustam Qosimjonov (UZB), 2673
- Kirill Alekszejenko (AUT), 2670
- Michael Adams (ENG), 2670
- Ernyeszto Inarkijev (FIDE), 2658
- Jurij Krivorucsko (UKR), 2656
- Borisz Gelfand (ISR), 2655
- Arkadij Naiditsch (AZE), 2653
- Li Csao (CHN), 2652
- Ma Csün (CHN), 2651
- Ni Hua (CHN), 2651
- Vlagyimir Malahov (FIDE), 2646
- Jules Moussard (FRA), 2642
- Gata Kamsky (USA), 2641
- Awonder Liang (USA), 2640
- Qədir Hüseynov (AZE), 2636
- Szalem Szaleh (UAE), 2632
- Loek van Wely (NED), 2626
- Csü Ven-csün (CHN), 2560 (női világbajnok)

## Végeredmény
Az alábbi listában a 46 díjazott játékos szerepel, feltüntetve pontszámukat.
1. Vidit Szantos Gudzsrátí (IND), 8½
2. Nakamura Hikaru (USA), 8
3. Andrej Jeszipenko (FIDE), 7½
4. Erikájszi Ardzsún (IND), 7½
5. Vincent Keymer (GER), 7½
6. Parham Maghsoodloo (IRI), 7½
7. Anish Giri (NED), 7½
8. Javokhir Sindarov (UZB), 7
9. Alekszandr Predke (SRB), 7
10. Fabiano Caruana (USA), 7
11. Jan-Krzysztof Duda (POL), 7
12. Nodirbek Abdusattorov (UZB), 7
13. Ramésbábú Pradzsnyánandá (IND), 7
14. Nodirbek Yakubboev (UZB), 6½
15. Szamvel Ter-Szahakján (ARM), 6½
16. Mustafa Yılmaz (TUR), 6½
17. Ivan Cseparinov (BUL), 6½
18. Étienne Bacrot (FRA), 6½
19. Radosław Wojtaszek (POL), 6½
20. Bogdan-Daniel Deac (ROM), 6½
21. Alekszej Szarana (SRB), 6½
22. Szamvel Szevján (USA), 6½
23. Levon Aronján (USA), 6½
24. Nyikita Vityugov (ENG), 6½
25. David Antón Guijarro (ESP), 6½
26. Vlagyimir Fedoszejev (SLO), 6½
27. Maxime Vachier-Lagrave (FRA), 6½
28. Jevgenyij Najer (FIDE), 6
29. Hans Moke Niemann (USA), 6
30. Aravind Csitambaram (IND), 6
31. Ivan Šarić (CRO), 6
32. Sz. L. Nárájanan (IND), 6
33. Temur Kuybokarov (AUS), 6
34. Jurij Kuzubov (UKR), 6
35. Manuel Petroszján (ARM), 6
36. Sant Szargszján (ARM), 6
37. Anton Korobov (UKR), 6
38. Rauf Məmmədov (AZE), 6
39. Ali-Reza Firuzdzsá (FRA), 6
40. Aleksejs Širovs (ESP), 6
41. Jü Jang-ji (CHN), 6
42. Rapport Richárd (ROM), 6
43. Vlagyiszlav Artyemjev (FIDE), 6
44. Amin Tabatabaei (IRI), 6
45. Nikál Szarin (IND), 6
46. Mateusz Bartel (POL), 6